# Wereldbeker schaatsen 2008/2009 - Wereldbeker 7 - 5000 meter mannen
De vierde van 6 wedstrijden voor de wereldbeker schaatsen 5000/10.000 meter werd gehouden op 30 januari 2009 in Erfurt.

## Uitslag A-divisie
| rang   | schaatser          | tijd    | punten |
| ------ | ------------------ | ------- | ------ |
| Goud   | Sven Kramer        | 6.16,02 | 100    |
| Zilver | Håvard Bøkko       | 6.22,37 | 80     |
| Brons  | Bob de Jong        | 6.23,45 | 70     |
| 4      | Wouter Olde Heuvel | 6.23,72 | 60     |
| 5      | Carl Verheijen     | 6.26,47 | 50     |
| 6      | Trevor Marsicano   | 6.26,68 | 45     |
| 7      | Lucas Makowsky     | 6.29,24 | 40     |
| 8      | Øystein Grødum     | 6.31,13 | 36     |
| 9      | Sverre Haugli      | 6.32,66 | 32     |
| 10     | Enrico Fabris      | 6.32,75 | 28     |
| 11     | Chad Hedrick       | 6.33,49 | 24     |
| 12     | Marco Weber        | 6.34,26 | 21     |
| 13     | Sławomir Chmura    | 6.34,33 | 18     |
| 14     | Ivan Skobrev       | 6.34,76 | 16     |
| 15     | Roger Schneider    | 6.38,21 | 14     |
| 16     | Tobias Schneider   | 6.40,12 | 12     |
| 17     | Ryan Bedford       | 6.41,19 | 10     |
| 18     | Tore Solli         | 6.44,91 | 8      |
| 19     | Moritz Geisreiter  | 6.48,51 | 6      |
| 20     | Hiroki Hirako      | 6.49,00 | 5      |

## Loting
| rit | binnenbaan       | buitenbaan         |
| --- | ---------------- | ------------------ |
| 1   | Tore Solli       | Ryan Bedford       |
| 2   | Ivan Skobrev     | Tobias Schneider   |
| 3   | Lucas Makowsky   | Moritz Geisreiter  |
| 4   | Trevor Marsicano | Sverre Haugli      |
| 5   | Sławomir Chmura  | Marco Weber        |
| 6   | Hiroki Hirako    | Wouter Olde Heuvel |
| 7   | Chad Hedrick     | Roger Schneider    |
| 8   | Carl Verheijen   | Øystein Grødum     |
| 9   | Sven Kramer      | Enrico Fabris      |
| 10  | Bob de Jong      | Håvard Bøkko       |

## Top 10 B-divisie
| rang | schaatser         | tijd    | punten |
| ---- | ----------------- | ------- | ------ |
| 1    | Robert Lehmann    | 6.27,50 | 25     |
| 2    | Ben Jongejan      | 6.28,48 | 19     |
| 3    | Jay Morrison      | 6.33,78 | 15     |
| 4    | Kris Schildermans | 6.37,15 | 11     |
| 5    | Steven Elm        | 6.38,91 | 8      |
| 6    | Dmitri Babenko    | 6.40,32 | 6      |
| 7    | Johan Röjler      | 6.41,25 | 4      |
| 8    | Stian Elvenes     | 6.41,42 | 2      |
| 9    | Luca Stefani      | 6.41,51 | 1      |
| 10   | Andrey Burlyayev  | 6.41,66 | 0      |